# Facultatea de Arhitectură a Universității Politehnica Timișoara
Facultatea de Arhitectură și Urbanism este una dintre cele mai noi facultăți ale Universității Politehnica Timișoara. Ea oferă studenților formarea ca arhitect. Deși facultatea s-a desprins din cea de Construcții abia în anul 1990, încă în anul 1970 se crease o specializare pentru conductori arhitecți.
Deși este cea mai tânără facultate a Universității Politehnica Timișoara, studenții și absolvenții au primit numeroase premii la concursuri profesionale internaționale. Facultatea de Arhitectură și Urbanism se bazează pe interacțiunea dintre student și profesor, încurajând creativitatea individuală.
Actual oferă studii la ciclul de licență (2 specializări) și master (4 specializări).

## Istoric
Specializarea de arhitectură s-a înființat în anul 1970 în cadrul Facultății de Construcții din Timișoara. Odată cu școala din Timișoara au luat naștere alte două secții similare în Cluj-Napoca și Iași. Inițial planul de învățământ era conceput ca studiile să dureze 6 ani, dar au funcționat numai în primii 3 ani deoarece o parte din studenți și-au continuat studiile la Institutul de Arhitectură “Ion Mincu” din București, după o primă diplomă de “conductor arhitect”.
Secția de  Arhitectură din Timișoara a avut initial doar 50 de studenti. Dezvoltarea acestei secții a fost posibilă datorită arhitectului Haralambie Cocheci care a adunat în jurul său cei mai buni profesioniști din Timișora si Arad. Putem aminti personalități remarcabile și anume: Hans Fackelmann, șef al proiectului pentru inedita construcție a Bisericii Catolice din Orșova; architect Sorin Gavra, autor printre altele, al proiectului pentru Sala de Sport Olimpia din Timișoara; architect Cristea Miloș, director al Institutului de Proiectări în Construcții din Arad, autor al remarcabilului proiect pentru Hotelul Astoria din localitate; si mulți alții.
Începând cu anul 1983 secția și-a întrerupt activitatea nemaiprimind cifra de școlarizare din partea Ministerului tutelar, acțiune ce s-a produs fără a fi emis un ordin de desființare.
Aceasta și-a reluat activitatea încă din septembrie 1990 cu acordul Ministerului Învățământului, acord obținut cu rapiditate, parțial datorită faptului că nu a fost desființată official.

## Licență

### Specializarea Arhitectură
Această specializare durează 6 ani (12 semestre) deoarece este comasată cu ciclul de master. În tot acest parcurs, studentul acumulează cunoștințe atât din domeniul arhitecturii și urbanismului, estetice și etice, cât si din domeniile științelor umane, inginerie și tehnologie.
Studiile sunt finalizate printr-o lucrare de licența susținuta în fața unei comisii formată din profesori ai facultații, dar si invitați de la facultățile de arhitectură din țară.

### Specializarea Mobilier și amenajări interioare
Specializarea a fost concepută ca una interdisciplinară și durează 3 ani. Aceasta a fost concepută pentru a ajuta studenții sa dobândească cunoștințe necesare pentru a realiza interioare estetice, funcționale și durabile.
Finalizarea studiilor se realizează printr-o lucrare de licență, susținută de asemenea în fața unei comisii delegate de conducere, formată din profesori ai facultății și invitați de la facultățiile de arhitectură din țară

## Master

### Master Urbanism și amenajarea teritoriului
Programul de master este unul interdisciplinar, pentru absolvenți din diferite domenii: inginerie, geografie, arhitectură, etc.
Programul durează 3 semestre în care studenții acumuleză cunoștințe legate de analiza țesutului urban, luând în considerare infrastructura și contextual social.

### Master Tendințe, materiale și tehnologii noi în arhitectură de interior
Fiind o continuare a programului de licentă intitulat „Mobilier și amenajări interioare”, masterul are ca scop formarea specialiștilor in domeniul designului interior.

### Master Proiectare complexă în arhitectură
Masterul abordează teme de proiecte de-o anvergură mai consistentă, inserate în peisaje urbane cu problematici complexe  cum ar fi investiții mari cu implicații economice, sociale, culturale și ecologice.

### Master Restaurare și regenerare patrimonială
Acest program de master are ca scop formarea de arhitecți experți în conservarea și restaurarea patrimoniului contruit. De asemenea, tinerii arhitecți vor fi capabili să proiecteze clădiri noi în armonie cu contextual istoric pentru a putea reda identitatea așezarilor istorice.

## Imagini

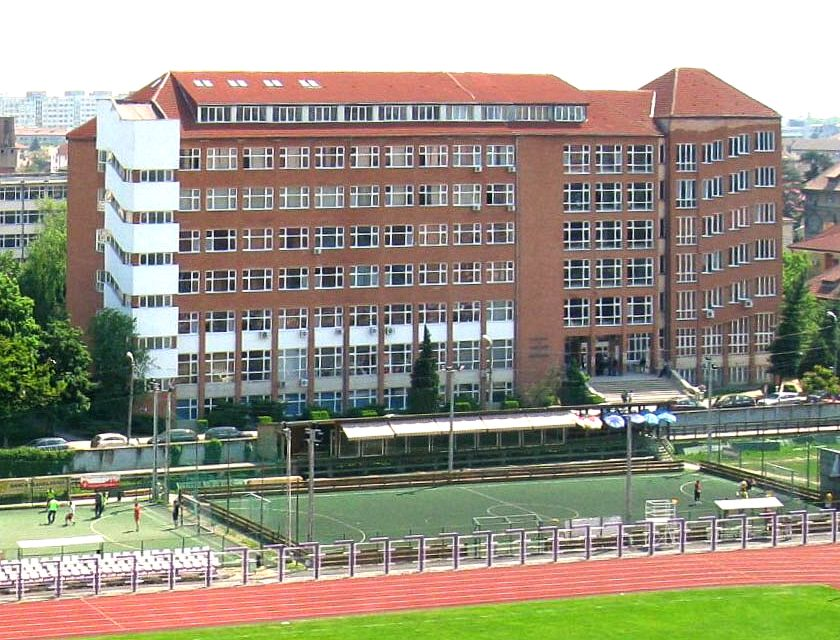